# 33-й полігон
33-й полігон — навчальний (військовий) полігон 169-го навчального центру «Десна», розташований у північній частині України, в Чернігівській області, біля смт Десна Чернігівського району.

## Історія
Створений 1 вересня 1997 року.

## Символіка
Чорний колір щита нарукавної емблеми свідчить про те, що полігон було створено у складі навчального центру танкових військ. Посередині щита зображено мішень зеленого кольору з кантом і концентричними колами срібного (білого) кольору на тлі схрещених автоматів Калашникова срібного (білого) кольору. З правого боку мішені бойова машина піхоти золотого (жовтого) кольору, з лівого — танк золотого (жовтого) кольору. Мішень, автомати, бойова машина піхоти і танк вказують на приналежність полігона до частин забезпечення бойової підготовки та навчання 169-го навчального центру.